# باول براون (لاعب كرة قدم أسترالية)
باول براون (بالإنجليزية: Paul Brown)‏ هو لاعب كرة قدم أسترالية أسترالي، ولد في 6 مايو 1969.

## وصلات خارجية
- باول براون على موقع AustralianFootball.com (الإنجليزية)
- باول براون على موقع AFLtables.com (الإنجليزية)